# 성북초등학교 (전북)
성북초등학교는 대한민국 전북특별자치도 익산시에 있는 공립 초등학교이다.

## 학교 연혁
- 1947년 6월 5일 망성초등학교 수월분교장 인가
- 1950년 5월 4일 성북국민학교로 승격
- 1981년 3월 1일 병설유치원 인가
- 1996년 3월 1일 성북초등학교로 개칭
- 2017년 3월 1일 제18대 강경자 교장 부임
- 2018년 2월 8일 제69회 졸업(총 5,108명)
- 2018년 3월 1일 5학급 편성

## 참고 자료
- 성북초등학교 - 한국교육학술정보원 학교알리미